# Maják Longships

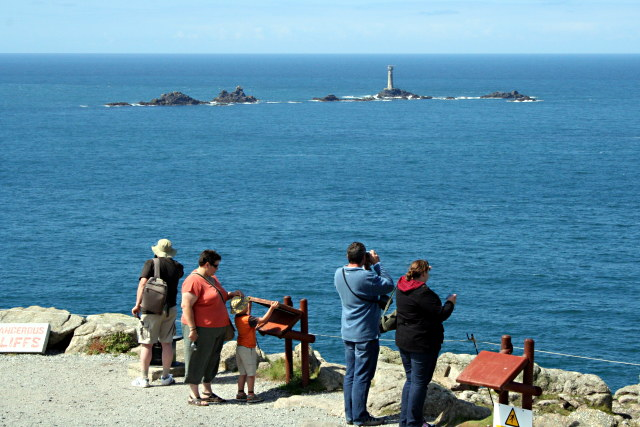
Pohled na maják Longships z Land’s Endu

Maják Longships (anglicky Longships Lighthouse) je aktivní maják z 19. století, který se nachází na Carn Bras, nejvyšším z ostrůvků Longships, asi 2 km na západ od mysu Land's End v Cornwallu v jihozápadní Anglii. Současný maják je v pořadí již druhý, který byl na ostrůvku Carn Bras, zdvíhajícím se při přílivu 12 m nad mořskou hladinu, vybudován.
V roce 1988 byl maják automatizován a strážci staženi. Nyní je dálkově řízen z operačního centra společenství Trinity House v Harwichi v Essexu .

## Historie
Původní maják byl postaven v roce 1795 podle plánů architekta Trinity House Samuela Wyatta. Byl osazen pevnou soustavou 18 olejových Argandových lamp s parabolickými zrcadly uspořádanými do dvou řad, která odrážela světlo lamp na moře. Šlo pravděpodobně o první případ, kdy byly Argandovy lampy a parabolická zrcadla instalovány na majáku mimo pevninu. Lucerna byla sice umístěna 24 m nad hladinou, ale vysoké vlny za rozbouřeného moře světlo majáku zakrývaly.
Roku 1869 začalo společenství Trinity House se stavbou nového majáku. Maják zbudovaný ze žulových kvádrů byl vybaven zařízením, které většinou pocházelo ze starší verze v té době přestavovaného majáku na skalisku Wolf Rock, které se nachází 15 km na jihozápad od mysu Land’s End. Maják tedy dostal pevnou soustavu velkých Fresnelových čoček prvního řádu. Tyto 2590 mm vysoké a 1800 mm široké čočky s ohniskovou vzdáleností 920 mm zhotovili ve sklárnách Chance Brothers. Maják se poprvé rozsvítil v prosinci roku 1873. Jeho výstavba stála tehdejších 43 870 liber. Vydával stále svítící světlo bílé barvy se dvěma červenými sektory, jež měly varovat lodě před skalisky Brisons na severovýchodě a Runnel Stone (Rundlestone) na jihovýchodě. Nový maják byl zpočátku vybaven nautofonem, který v případě špatné viditelnosti vysílal každých 15 vteřin dva zvukové signály.
V roce 1883 prošel maják úpravou, aby mohl signalizovat přerušovaným světlem (zastíněným každou minutu na 3 sekundy); dostal rovněž nové zvukové zařízení pro případ špatné viditelnosti, které vydávalo každých 10 minut dva explozivní signály. Výstražný zvon zůstal zachován jako náhradní řešení v případě, že by zvuková signalizace nefungovala. Zůstal zde až do roku 1897, kdy byl odstraněn. I přes všechny tyto úpravy zde roku 1898 ztroskotala za jasné noci na útesech blízko majáku loď Bluejacket a málem při tom maják zdemolovala.
Běžně se stávalo, že se kvůli špatnému počasí zdržela výměna obsluhy majáku a doplňování zásob. V lednu 1901 vypukly obavy, že strážcům majáku kvůli špatnému počasí, jež znemožnilo zásobování, docházejí zásoby potravin. Posléze se však zjistilo, že obsluha měla potravin dostatek a jediné, co postrádala, byl tabák. Muži byli místo toho nuceni kouřit mletou kávu, chmelové šišky a čajové lístky. Roku 1899 byl mlhový výstražný signál pozměněn na dva explozivní signály každých 5 minut.
V roce 1967 byl maják elektrifikován. Starý petrolejový hořák nahradila elektrická žárovka, která vydávala isofazové světlo viditelné až do vzdálenosti 35 km (19 námořních mil). Souběžně s elektrifikací došlo též k modernizaci zvukové signalizace. Maják dostal modernější pneumatické zařízení.
Roku 1974 byla na vrcholu majáku vybudována přistávací plocha pro vrtulník, což značně zjednodušilo obsluhu zařízení.
V roce 1988 byl maják automatizován. Obsluha majáku byla zrušena a pneumatické zvukové zařízení nahradil nový elektrický vysílač.
Roku 2005 došlo ke změně zdroje elektrické energie. Místo dieselového agregátu dodávají od té doby světelnému zařízení elektrickou energii solární panely.

## Provoz
Současná lucerna vysílá každých 10 sekund jeden dlouhý pětivteřinový záblesk. Záblesky vysílané směrem na moře jsou bílé, ale díky barevně tónovaným úsekům se změní na červené, pokud se plavidlo odchýlí od správného kurzu a přiblíží se příliš blízko buď k mysu Cornwall na severu, nebo k ostrohu Gwennap Head na jiho-jihovýchodu.
Bílé světlo má dosah 28 km (15 námořních mil) a červené sektorové světlo o něco méně – 20 km (11 námořních mil). Za snížené viditelnosti se každých 10 sekund ozývá zvukový signál.
- ARLHS: ENG 069
- Admirality: A0028
- NGA: 114-0024